# بيت سيف على (العدين)

تعديل مصدري - تعديل

بيت سيف على محلة تابعة لقرية القبقاب، التابعة لعزلة قصل بمديرية العدين إحدى مديريات محافظة إب في الجمهورية اليمنية.، بلغ تعداد سكانها 54 حسب تعداد اليمن لعام 2004.